# Alchemilla mairei
Alchemilla mairei é uma espécie de rosácea do gênero Alchemilla, pertencente à família Rosaceae.